# Новопілля (Криворізький район)
Новопі́лля — село в Україні, у Криворізькому районі.
Формально складається з 15-ох вулиць, хоча насправді люди мешкають тільки на 12-ти.
Орган місцевого самоврядування — Новопільська сільська рада. Населення — 3 474 мешканців на (2021).

## Характеристика
Є адміністративним центром Новопільська сільська рада, до якої, крім того, входять села Златопіль, Золота Поляна, Дніпровка, Коломійцеве, Новомайське, Степове, Червоні Поди та селище Лісопитомник .

### Географічне положення
Село Новопілля примикає до села Коломійцеве, на відстані 2 м від околиць міста Кривий Ріг. По селу протікає пересихаючий струмок з загатою. Поруч проходять автомобільні дороги Н11 та Т 0434, а також залізниця, станція Кривий Ріг-Сортувальний.

#### Об'єкти соціальної сфери
- Школа.
- Дитячий садочок.
- Фельдшерсько-акушерський пункт.
- Будинок культури.

##### Економіка
- «Криворізький», ШОВКОРАДГОСП, ДП.
- Криворізький тепличний комбінат, ВАТ.

#### «Пектораль», ПП.

###### Визначні пам'ятки
Братська могила радянських воїнів.

## Історія
Село було засноване в 1921 році переселенцями з Лозуватки. Початково носило назву Новоукраїнка. В 1964 році населений пункт отримав сучасну назву — Новопілля.
Станом на 1946 рік село було центром Ново-Української сільської ради  Криворізький район, до якого входили: селище Олександрівка, хутори Вільний Посад, Зелений Луг, Златопіль, Новомайське, Новоселівка, Чапаївка, Червоні Поди, селище залізничного роз'їзду Коломійцеве , Лісопитомник .

## Населення

### Мова
Розподіл населення за рідною мовою за даними перепису 2001 року:
| Мова            | Кількість | Відсоток |
| --------------- | --------- | -------- |
| українська      | 1782      | 87.05%   |
| російська       | 255       | 12.46%   |
| румунська       | 3         | 0.15%    |
| білоруська      | 1         | 0.05%    |
| болгарська      | 1         | 0.05%    |
| інші/не вказали | 5         | 0.24%    |
| Усього          | 2047      | 100%     |

## Релігія
- Храм Лаврентія Чернігівського.

## Відомі люди
Палій Олександр Володимирович (1969-2014) — герой російсько-української війни.